# Muzeum Komenského v Přerově
Muzeum Komenského v Přerově je muzeum sídlící v Přerově, které spravuje přírodovědné a historické sbírky zaměřené především na minulost přerovského okresu. Založeno bylo v roce 1888 z iniciativy regionálního historika a komeniologa Františka Slaměníka. Jeho zřizovatelem je dnes Olomoucký kraj a jeho expozice se kromě přerovského zámku nacházejí také v místní ornitologické stanici a na hradě Helfštýn.

## Historie
Kořeny muzea můžeme najít v roce 1888, kdy zásluhou Františka Slaměníka vzniká Muzeum Komenského, které bylo založeno jako první svého druhu na světě. Po úspěšné národopisné a průmyslové výstavě vzniklo v Přerově v roce 1902 i Městské muzeum, které se zaměřilo na regionální historii, archeologii, numismatiku, národopis, výtvarné umění, mineralogii a později též na ornitologii. Od roku 1955 došlo ke sloučení obou muzeí v muzeum okresní. Později bylo přejmenováno na Okresní vlastivědné muzeum J. A. Komenského Přerov. V roce 1993 bylo Okresní vlastivědné muzeum J. A. Komenského přejmenováno na Muzeum Komenského v Přerově.
V muzeu jsou stálé expozice týkající se archeologie Přerovska, ukázky školních tříd z různých období, památník Jana Amose Komenského, národopisu Hané a Záhoří, entomologie, mineralogie atd.

### Ředitelé muzea
- František Hýbl (* 1941) pracoval od srpna 1992 do konce prosince 2008, kdy odešel do důchodu, jako jeho ředitel; ve svojí odborné činnosti se věnoval především bádání v oblasti komeniologie a objasnění vražd karpatských Němců na Švédských šancích.[1]

## Fotogalerie

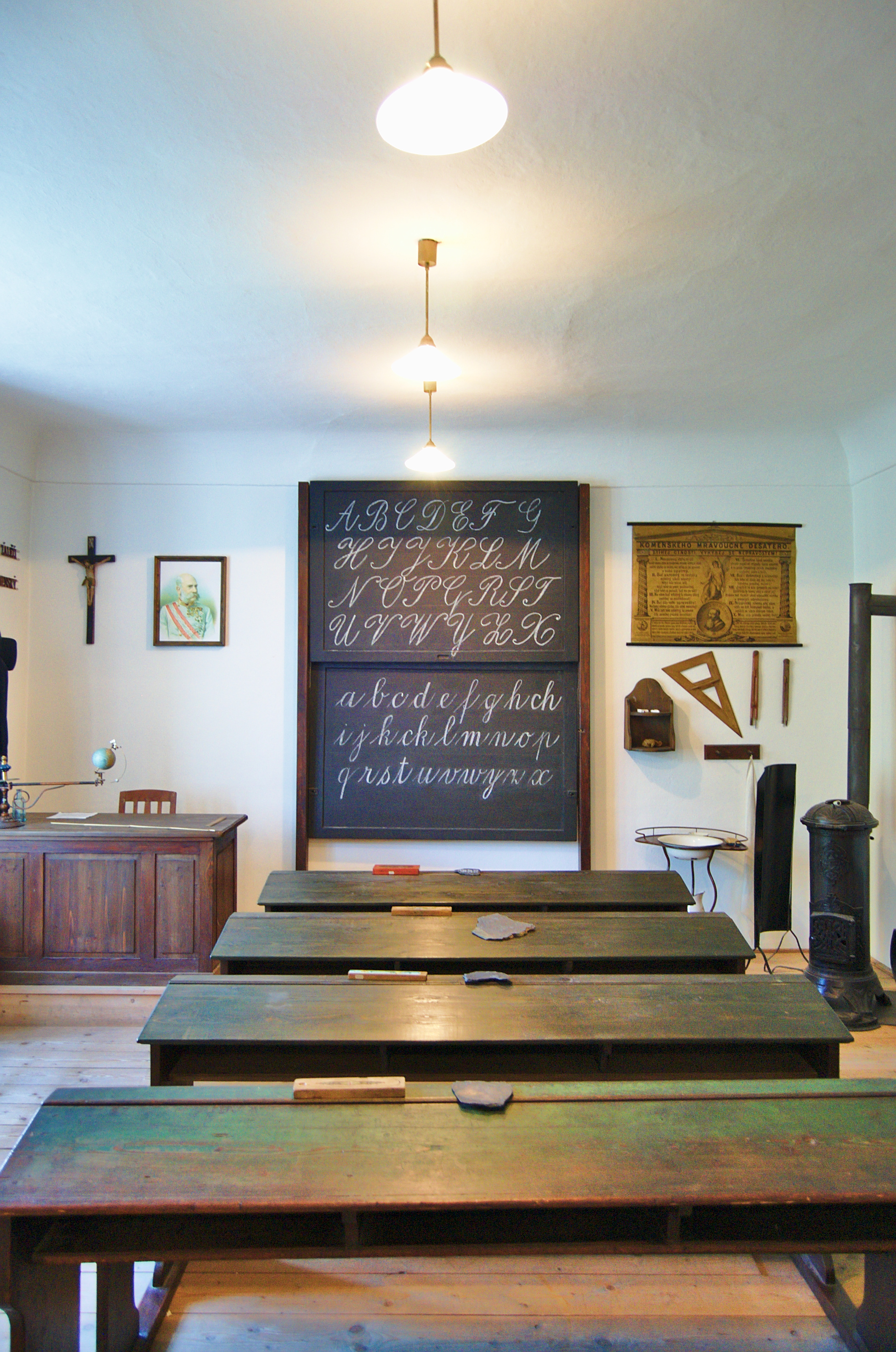
Školní třída z dob Rakouska-Uherska
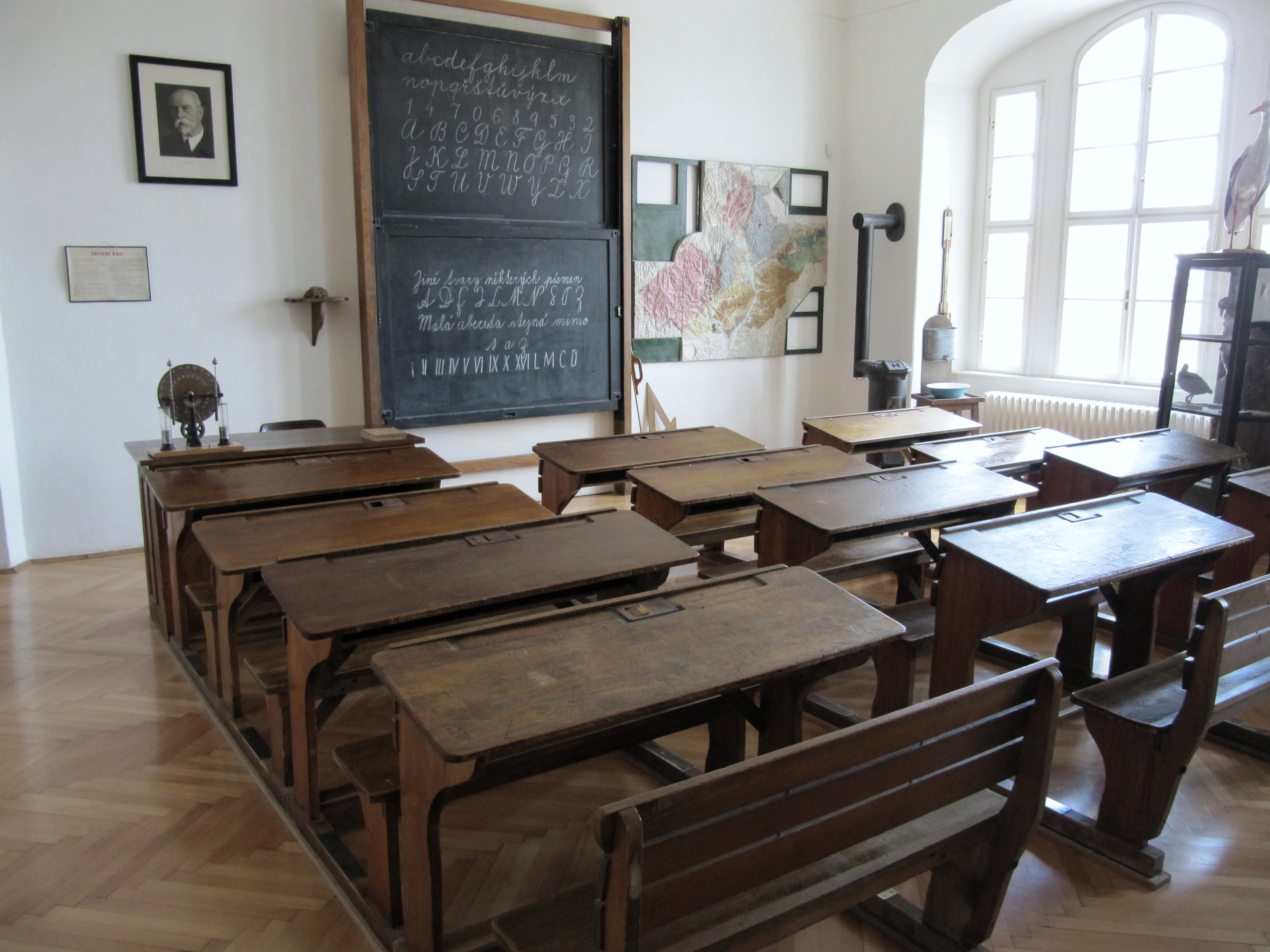
Školní třída z dob první republiky
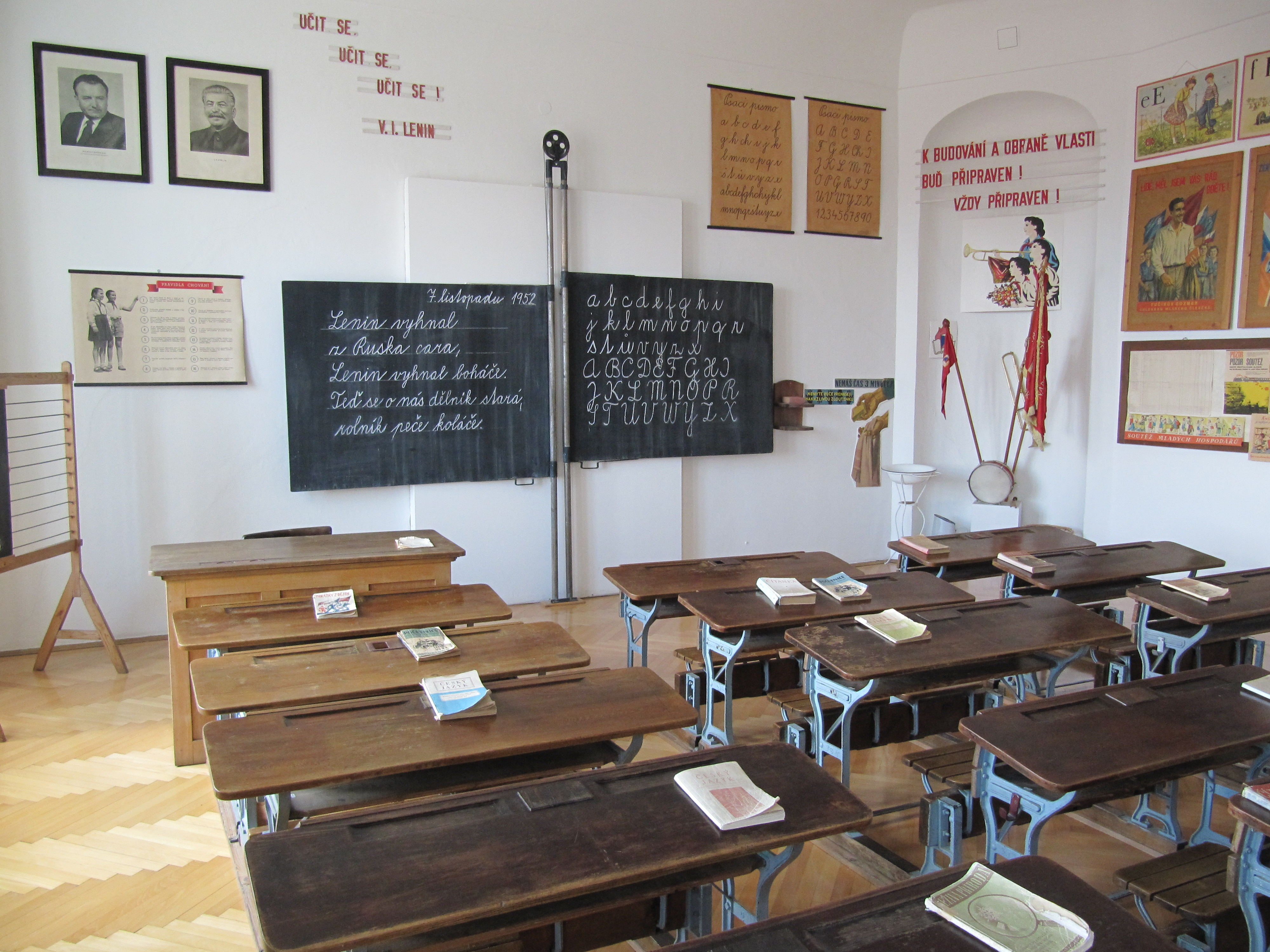
Školní třída z 50. let
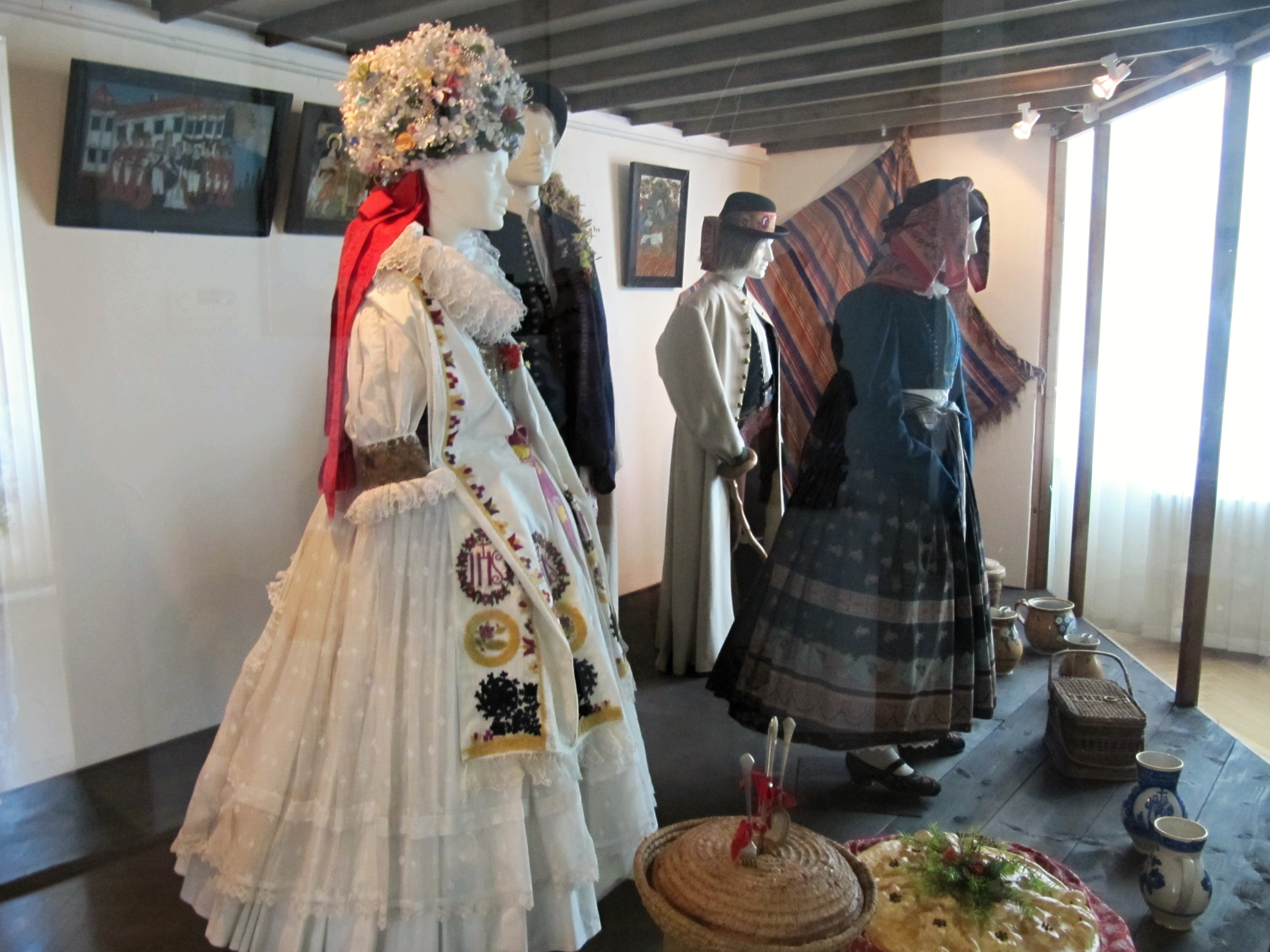
Etnografie
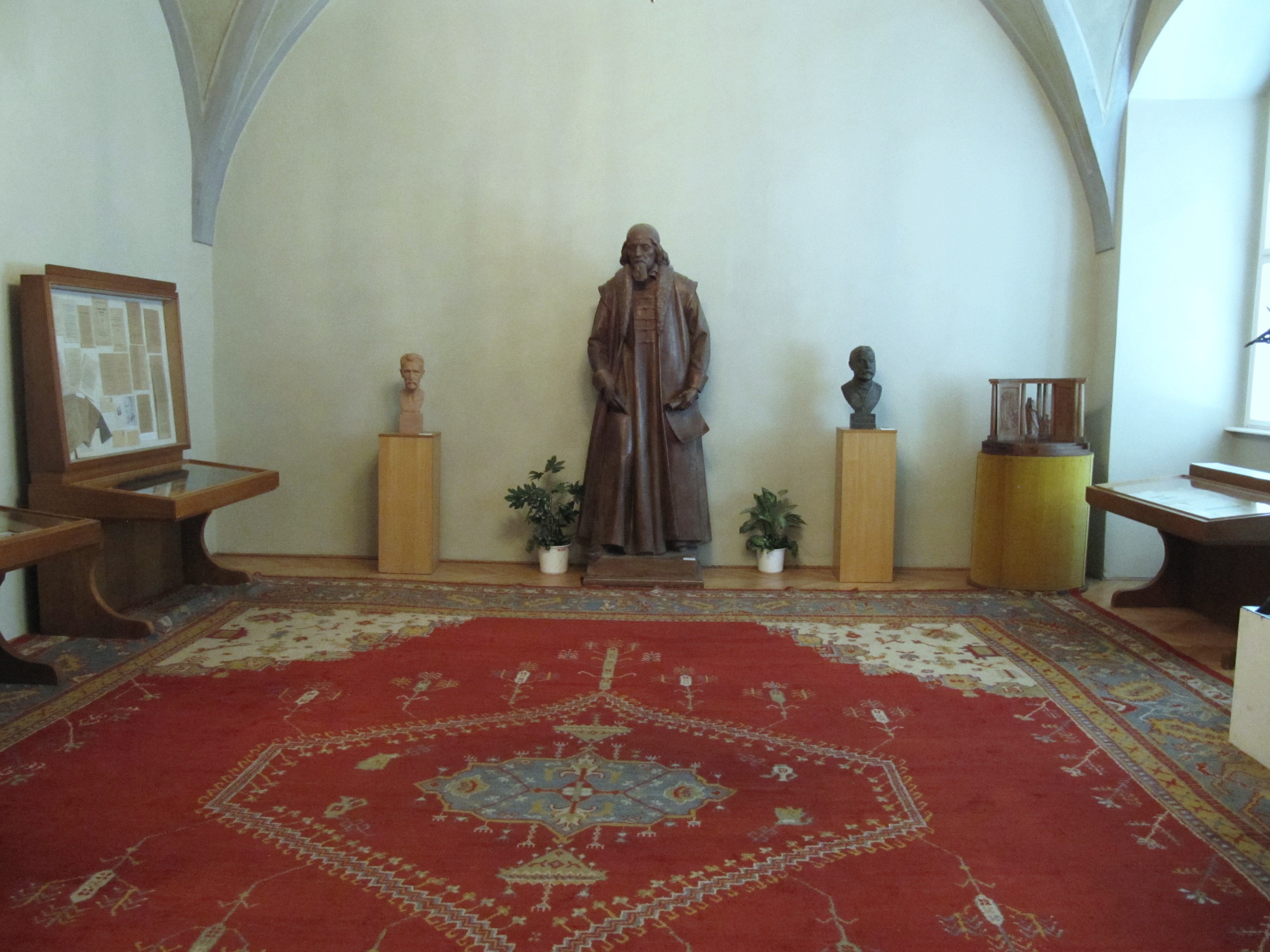
Socha J.A.Komenského
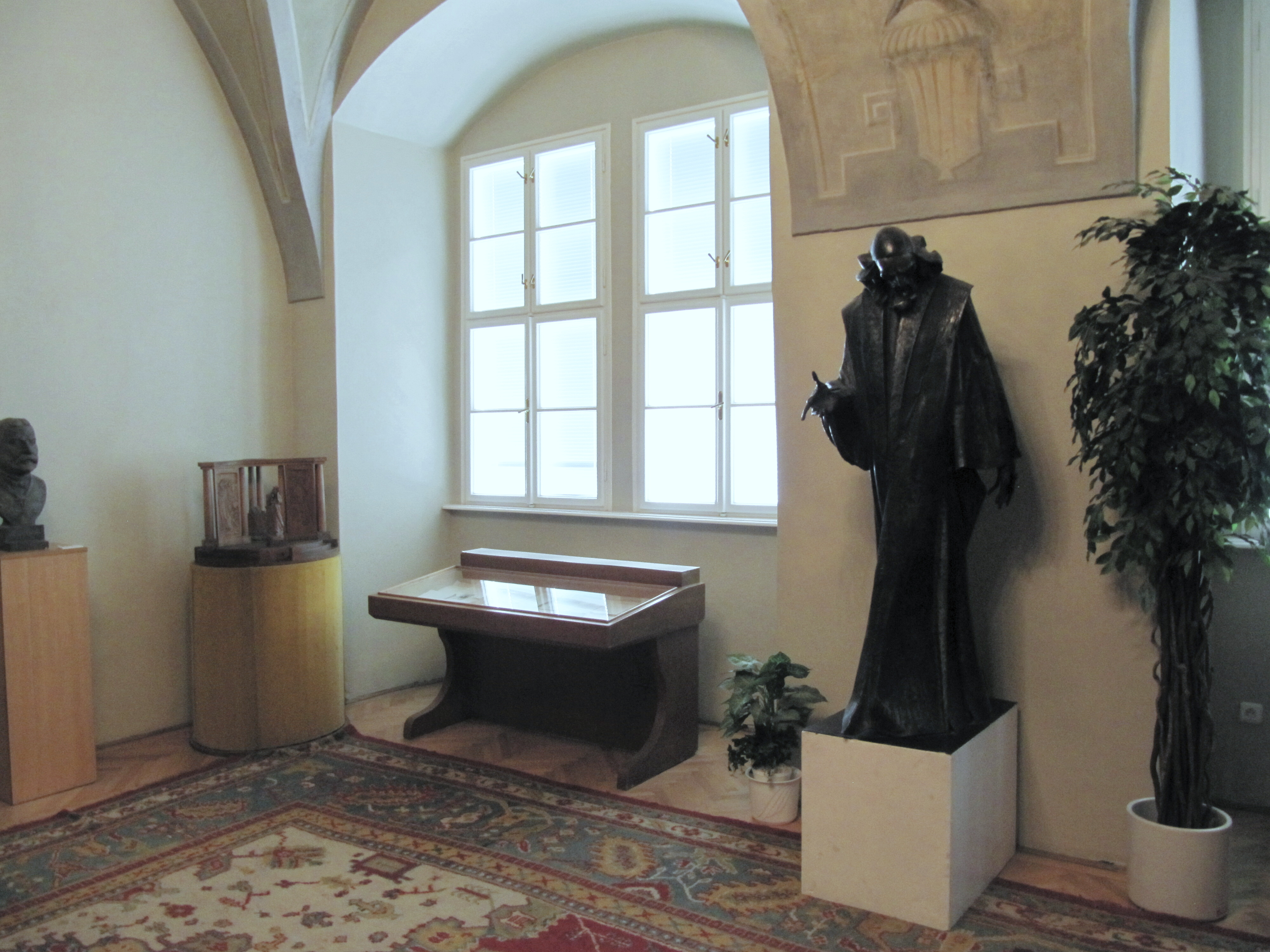
Socha
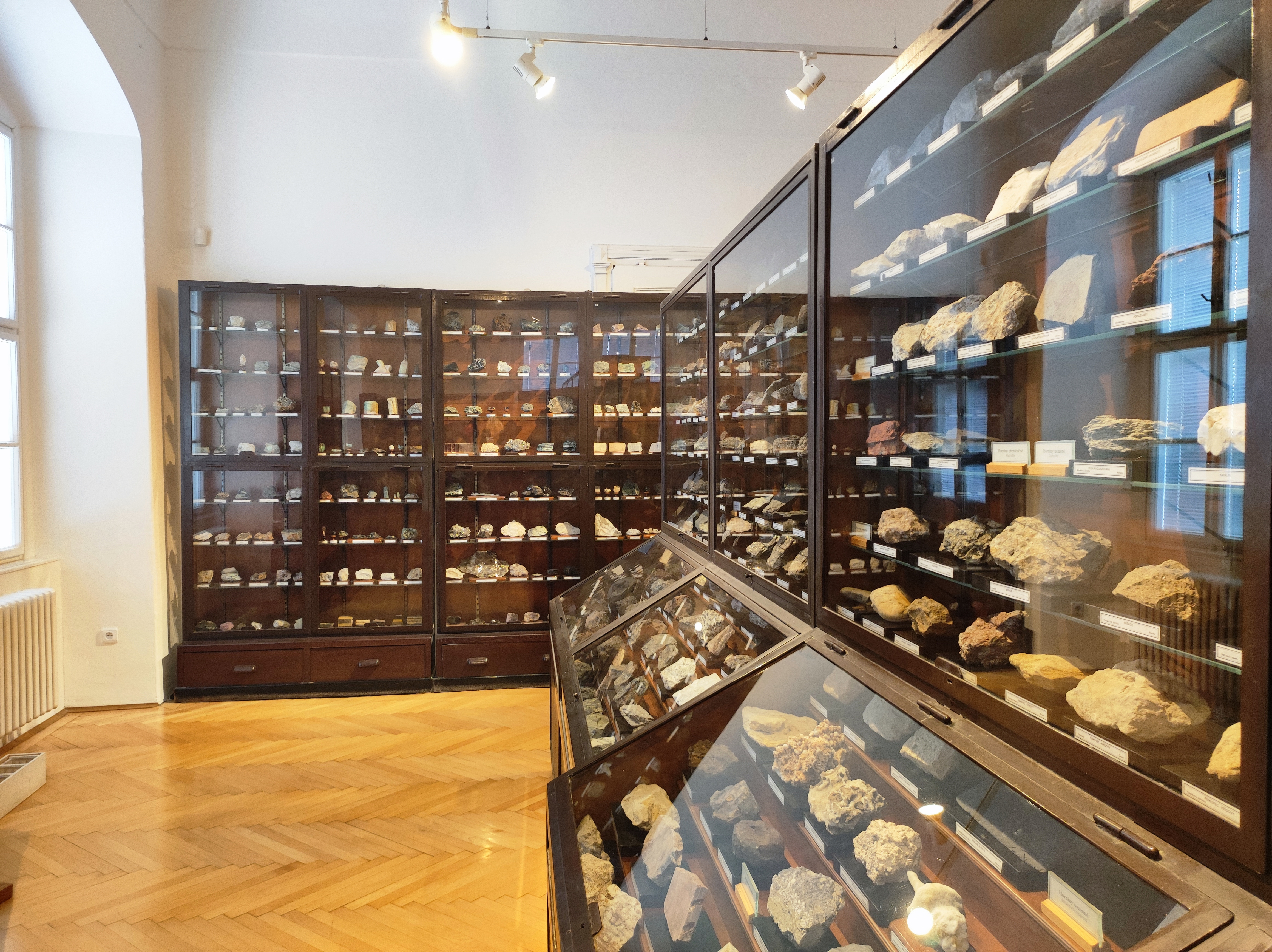
Expozice mineralogie
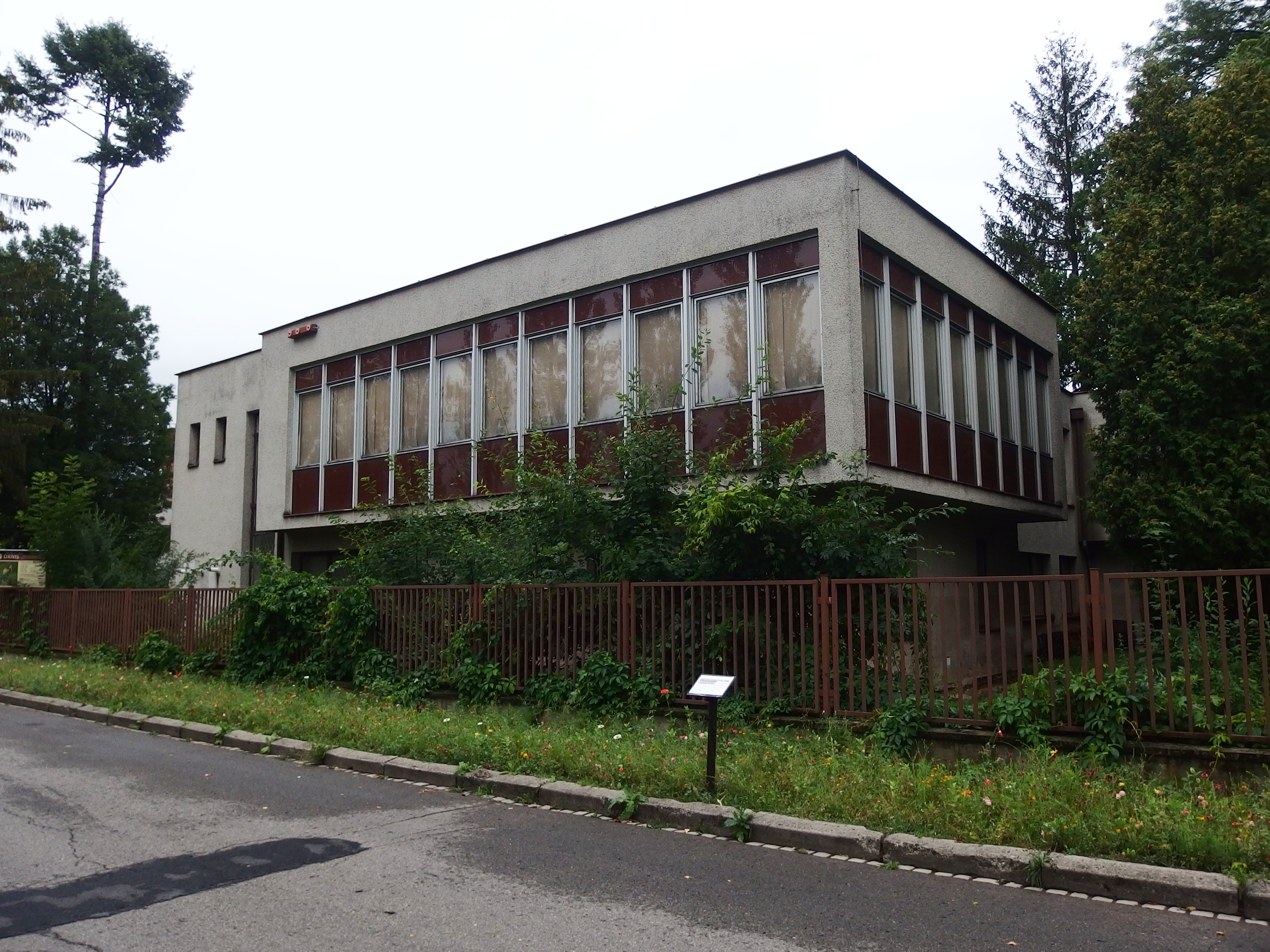
Ornitologická stanice